# Amlaib
Amlaíb mac Ollulb (polonizowany jako Olaf; ur. ? - zm. w 977 roku w Lothian) – domniemany król Alby (ówczesna nazwa Szkocji) w latach 70. X wieku (do 977).
Amlaib był synem Ollulba - zapewne Indulfa, panującego w latach 954-962 oraz nieznanej z imienia matki - prawdopodobnie pochodzenia skandynawskiego, sądząc po imieniu Amlaiba (odpowiednika Olafa). Indulf był synem panującego w latach 900-943 Konstantyna II, który został strącony z tronu przez zmęczonego jego zbyt długim panowaniem kuzyna Malcolma I. Odtąd linie wywodzące się od Malcolma i Konstantyna toczyły ze sobą walkę na przemian zasiadając na tronie. Miał dwóch młodszych braci: Cuilena i Eochaida.
Po śmierci jego ojca, Indulfa, władzę przejął syn Malcolma I, Dub. W 967 roku po jego pokonaniu władzę przejął Cuilem.
Jednak w 971 został on zabity wraz z bratem Eochaidem przez Brytów. Prawdopodobnie powodem było porwanie i zgwałcenie córki albo miejscowego szlachcica Rhyddercha, albo Amdarcha, króla Strathclyde. Władzę przejął brat Duba, Kenneth II. Kroniki Tigernach wspominają o nim pod datą 977 roku, czyli jego śmierci, jako o zmarłym królu. Miał go zabić Cinaed, syn Domnalla. Możliwe, że Amlaib kwestionował władzę Kennetha II w 971, ale nie zyskał szerszego uznania go jako króla. Nie wiadomo dlaczego nie wspomina się o nim, gdy w 973 roku Kenneth II spotkał się w Chester z królem angielskim Edgarem Pokojowym, któremu zaprzysiągł wierność.
Sugeruje się, że jego dziadkiem od strony matki mógł być król Dublina i Northumbrii Olaf Guthfrithson (zm. 941) lub jego kuzyn, również władca tych terenów Amlaíb Cuarán (zm. 981).